# Europese kampioenschappen kortebaanzwemmen 1999
De Europese kampioenschappen kortebaanzwemmen 1999 werden van donderdag 9 tot en met zondag 12 december 1999 georganiseerd in het Complexo Desportivo do Jamor in het Portugese Lissabon. De derde editie van het toernooi stond onder auspiciën van de Europese zwembond LEN.

## Uitslagen

### Donderdag 9 december 1999
FINALE 200 METER VLINDERSLAG VROUWEN
| Positie | Naam               | Land             | Tijd    |
| ------- | ------------------ | ---------------- | ------- |
| 1.      | Mette Jacobsen     | Denemarken       | 2.06,87 |
| 2.      | Johanna Sjöberg    | Zweden           | 2.08,62 |
| 3.      | Sophia Skou        | Denemarken       | 2.09,33 |
| 4.      | Katrin Jaeke       | Duitsland        | 2.09,45 |
| 5.      | Margaretha Pedder  | Groot-Brittannië | 2.09,56 |
| 6.      | Otylia Jędrzejczak | Polen            | 2.09,57 |
| 7.      | Mireia Garcia      | Spanje           | 2.11,08 |
| 8.      | Kathrin Dumitru    | Duitsland        | 2.13,80 |

FINALE 200 METER VRIJE SLAG MANNEN
| Positie | Naam                      | Land             | Tijd    |
| ------- | ------------------------- | ---------------- | ------- |
| 1.      | Pieter van den Hoogenband | Nederland        | 1.44,34 |
| 2.      | Massimiliano Rosolino     | Italië           | 1.45,22 |
| 3.      | Stefan Herbst             | Duitsland        | 1.46,09 |
| 4.      | Edward Sinclair           | Groot-Brittannië | 1.46,22 |
| 5.      | Jacob Carstensen          | Denemarken       | 1.46,45 |
| 6.      | Gavin Meadows             | Groot-Brittannië | 1.47,33 |
| 7.      | Örn Arnarson              | IJsland          | 1.47,89 |
| 8.      | Yoav Bruck                | Israël           | 1.47,90 |

FINALE 400 METER WISSELSLAG MANNEN
| Positie | Naam              | Land        | Tijd    |
| ------- | ----------------- | ----------- | ------- |
| 1.      | Frederik Hviid    | Spanje      | 4.08,85 |
| 2.      | Jirka Letzin      | Duitsland   | 4.09,85 |
| 3.      | Mickey Halika     | Israël      | 4.12,25 |
| 4.      | Teo Edo           | Spanje      | 4.12,78 |
| 5.      | Michael Windisch  | Oostenrijk  | 4.14,22 |
| 6.      | István Bathazi    | Hongarije   | 4.14,94 |
| 7.      | Yves Platel       | Zwitserland | 4.15,07 |
| 8.      | Alessio Boggiatto | Italië      | 4.19,48 |

FINALE 400 METER WISSELSLAG VROUWEN
| Positie | Naam            | Land             | Tijd    |
| ------- | --------------- | ---------------- | ------- |
| 1.      | Jana Klotsjkova | Oekraïne         | 4.34,07 |
| 2.      | Nicole Hetzer   | Duitsland        | 4.37,47 |
| 3.      | Hana Cerna      | Tsjechië         | 4.37,74 |
| 4.      | Sabine Klenz    | Duitsland        | 4.41,42 |
| 5.      | Lourdes Becerra | Spanje           | 4.42,64 |
| 6.      | Rachael Corner  | Groot-Brittannië | 4.42,90 |
| 7.      | Sara Nordestam  | Zweden           | 4.45,50 |
| 8.      | Roser Vives     | Spanje           | 4.46,52 |

FINALE 50 METER SCHOOLSLAG MANNEN
| Positie | Naam               | Land        | Tijd  |
| ------- | ------------------ | ----------- | ----- |
| 1.      | Mark Warnecke      | Duitsland   | 27,10 |
| 2.      | Oleg Lisogor       | Oekraïne    | 27,37 |
| 3.      | Roman Sloednov     | Rusland     | 27,38 |
| 4.      | Patrik Isaksson    | Zweden      | 27,59 |
| 5.      | Björn Nowakowski   | Duitsland   | 27,79 |
| 6.      | Remo Lütolf        | Zwitserland | 27,85 |
| 7.      | José Couto         | Portugal    | 27,86 |
| 8.      | Dymytro Krayevskyy | Oekraïne    | 28,12 |

FINALE 50 METER SCHOOLSLAG VROUWEN
| Positie | Naam                | Land             | Tijd  |
| ------- | ------------------- | ---------------- | ----- |
| 1.      | Zoë Baker           | Groot-Brittannië | 31,40 |
| 2.      | Ágnes Kovács        | Hongarije        | 31,49 |
| 3.      | Janne Schaefer      | Duitsland        | 31,95 |
| 4.      | Emma Igelström      | Zweden           | 32,02 |
| 5.      | Dominique Leprest   | Fra              | 32,10 |
| 6.      | Svetlana Bondarenko | Oekraïne         | 32,10 |
| 7.      | Natacha Kejzar      | Slovenië         | 32,21 |
| 8.      | Vera Lischka        | Oostenrijk       | 32,24 |

FINALE 50 METER RUGSLAG MANNEN
| Positie | Naam               | Land             | Tijd  |
| ------- | ------------------ | ---------------- | ----- |
| 1.      | Miro Zeravica      | Kroatië          | 24,70 |
| 2.      | Tomislav Karlo     | Kroatië          | 24,72 |
| 3.      | Sebastian Halgasch | Duitsland        | 24,79 |
| 4.      | Neil Willey        | Groot-Brittannië | 24,89 |
| 5.      | Nuno Laurentino    | Portugal         | 25,11 |
| 6.      | Thomas Rupprath    | Duitsland        | 25,15 |
| 7.      | Przemyslan Wilant  | Polen            | 25,16 |
| 8.      | Derya Buyukunçu    | Turkije          | 25,72 |

FINALE 4×50 METER VRIJE SLAG MANNEN
| Positie | Land             | Deelnemers                | Tijden | Totaal tijd |
| ------- | ---------------- | ------------------------- | ------ | ----------- |
| 1.      | Zweden           | Claes Andersson           | 22,85  | 1.27,12     |
| 1.      | Zweden           | Lars Frölander            | 21,05  | 1.27,12     |
| 1.      | Zweden           | Stefan Nystrand           | 21,49  | 1.27,12     |
| 1.      | Zweden           | Daniel Carlsson           | 21,73  | 1.27,12     |
| 2.      | Duitsland        | Mitja Zastrow             | 22,42  | 1.27,76     |
| 2.      | Duitsland        | Alexander Lüderitz        | 21,56  | 1.27,76     |
| 2.      | Duitsland        | Stephan Kunzelmann        | 21,74  | 1.27,76     |
| 2.      | Duitsland        | Kai Hanschmann            | 22,04  | 1.27,76     |
| 3.      | Nederland        | Dennis Rijnbeek           | 22,89  | 1.27,95     |
| 3.      | Nederland        | Stefan Aartsen            | 22,14  | 1.27,95     |
| 3.      | Nederland        | Marcel Wouda              | 21,99  | 1.27,95     |
| 3.      | Nederland        | Pieter van den Hoogenband | 20,93  | 1.27,95     |
| 4.      | Groot-Brittannië | Mark Foster               | 22,13  | 1.28,09     |
| 4.      | Groot-Brittannië | James Hickman             | 22,12  | 1.28,09     |
| 4.      | Groot-Brittannië | Paul Belk                 | 22,19  | 1.28,09     |
| 4.      | Groot-Brittannië | Sion Brinn                | 21,65  | 1.28,09     |
| 5.      | Rusland          | Leonid Khokhlov           | 22,36  | 1.29,39     |
| 5.      | Rusland          | Denis Pimankov            | 22,16  | 1.29,39     |
| 5.      | Rusland          | Yevgeni Ivanov            | 22,36  | 1.29,39     |
| 5.      | Rusland          | Dmitri Chernychev         | 22,51  | 1.29,39     |
| 6.      | Kroatië          | Milos Milosevic           | 22,33  | 1.29,40     |
| 6.      | Kroatië          | Marijan Kanjer            | 22,05  | 1.29,40     |
| 6.      | Kroatië          | Ivan Mladina              | 22,52  | 1.29,40     |
| 6.      | Kroatië          | Alen Loncar               | 22,50  | 1.29,40     |
| 7.      | Zwitserland      | Christophe Bühler         | 22,42  | 1.29,95     |
| 7.      | Zwitserland      | Karel Novy                | 22,19  | 1.29,95     |
| 7.      | Zwitserland      | Lorenz Liechti            | 22,70  | 1.29,95     |
| 7.      | Zwitserland      | Remo Lütolf               | 22,64  | 1.29,95     |
| 8.      | Frankrijk        | Frédéric Dutillieux       | 22,62  | 1.30,82     |
| 8.      | Frankrijk        | Ludovic Depickere         | 23,26  | 1.30,82     |
| 8.      | Frankrijk        | Lionel Poirot             | 23,29  | 1.30,82     |
| 8.      | Frankrijk        | Julien Sicot              | 21,65  | 1.30,82     |

### Vrijdag 10 december 1999
FINALE 100 METER VLINDERSLAG MANNEN
| Positie | Naam             | Land             | Tijd  |
| ------- | ---------------- | ---------------- | ----- |
| 1.      | Lars Frölander   | Zweden           | 51,19 |
| 2.      | James Hickman    | Groot-Brittannië | 51,43 |
| 3.      | Denys Sylantjev  | Oekraïne         | 52,01 |
| 4.      | Daniel Carlsson  | Zweden           | 52,49 |
| 5.      | Stefan Aartsen   | Nederland        | 52,52 |
| 6.      | Anatoli Polyakov | Rusland          | 53,53 |
| 7.      | Andre Weinert    | Duitsland        | 53,67 |
| 8.      | Tero Valimaa     | Finland          | 53,91 |

FINALE 200 METER SCHOOLSLAG VROUWEN
| Positie | Naam            | Land             | Tijd    |
| ------- | --------------- | ---------------- | ------- |
| 1.      | Anne Poleska    | Duitsland        | 2.24,78 |
| 2.      | Ágnes Kovács    | Hongarije        | 2.25,41 |
| 3.      | Brigitte Becue  | België           | 2.26,82 |
| 4.      | Jaime King      | Groot-Brittannië | 2.27,14 |
| 5.      | Karine Bremond  | Frankrijk        | 2.29,03 |
| 6.      | Simone Karn     | Duitsland        | 2.29,99 |
| 7.      | Agata Czaplicki | Zwitserland      | 2.30,00 |
| 8.      | Elvira Fischer  | Oostenrijk       | 2.31,01 |

FINALE 400 METER VRIJE SLAG MANNEN
| Positie | Naam                  | Land             | Tijd    |
| ------- | --------------------- | ---------------- | ------- |
| 1.      | Massimiliano Rosolino | Italië           | 3.42,00 |
| 2.      | Jörg Hoffmann         | Duitsland        | 3.42,88 |
| 3.      | James Salter          | Groot-Brittannië | 3.43,48 |
| 4.      | Jacob Carstensen      | Denemarken       | 3.44,16 |
| 5.      | Edward Sinclair       | Groot-Brittannië | 3.44,49 |
| 6.      | Frederik Hviid        | Spanje           | 3.47,12 |
| 7.      | Stefan Herbst         | Duitsland        | 3.50,27 |
| 8.      | Vlastimil Burda       | Tsjechië         | 3.50,92 |

FINALE 100 METER VRIJE SLAG VROUWEN
| Positie | Naam                | Land             | Tijd  | opmerking    |
| ------- | ------------------- | ---------------- | ----- | ------------ |
| 1.      | Therese Alshammar   | Zweden           | 52,80 | Wereldrecord |
| 2.      | Sue Rolph           | Groot-Brittannië | 53,26 |              |
| 3.      | Sandra Völker       | Duitsland        | 53,34 |              |
| 4.      | Martina Moravcová   | Slowakije        | 54,09 |              |
| 5.      | Natalia Baravoskaia | Wit-Rusland      | 54,70 |              |
| 6.      | Malin Svahnström    | Zweden           | 54,73 |              |
| 7.      | Karen Pickering     | Groot-Brittannië | 55,09 |              |
| 8.      | Chantal Groot       | Nederland        | 56,26 |              |

FINALE 200 METER RUGSLAG MANNEN
| Positie | Naam                 | Land             | Tijd    |
| ------- | -------------------- | ---------------- | ------- |
| 1.      | Örn Arnarson         | IJsland          | 1.56,07 |
| 2.      | Jirka Letzin         | Duitsland        | 1.55,19 |
| 3.      | Adam Ruckwood        | Groot-Brittannië | 1.55,25 |
| 4.      | Vladimir Nicolaychuk | Oekraïne         | 1.55,52 |
| 5.      | Jorge Sanchez        | Spanje           | 1.57,04 |
| 6.      | Blaz Medvesek        | Slovenië         | 1.57,25 |
| 7.      | Miroslav Machovic    | Slowakije        | 1.57,29 |
| 8.      | Evgeni Aleshin       | Rusland          | 1.57,67 |

FINALE 100 METER RUGSLAG VROUWEN
| Positie | Naam               | Land             | Tijd    |
| ------- | ------------------ | ---------------- | ------- |
| 1.      | Nina Zjivanevskaja | Spanje           | 59,87   |
| 2.      | Antje Buschschulte | Duitsland        | 1.00,08 |
| 3.      | Sarah Price        | Groot-Brittannië | 1.00,88 |
| 4.      | Katy Sexton        | Groot-Brittannië | 1.00,89 |
| 5.      | Anu Koivisto       | Finland          | 1.01,03 |
| 6.      | Alena Nyvltova     | Tsjechië         | 1.01,40 |
| 7.      | Alenka Kejzar      | Slovenië         | 1.01,42 |
| 8.      | Brenda Starink     | Nederland        | 1.02,10 |

FINALE 50 METER VRIJE SLAG MANNEN
| Positie | Naam                      | Land             | Tijd  |
| ------- | ------------------------- | ---------------- | ----- |
| 1.      | Mark Foster               | Groot-Brittannië | 21,71 |
| 2.      | Pieter van den Hoogenband | Nederland        | 21,79 |
| 3.      | Lorenzo Vismara           | Italië           | 21,83 |
| 4.      | Stefan Nystrand           | Zweden           | 22,01 |
| 5.      | Milos Milosevic           | Kroatië          | 22,29 |
| 6.      | Thierry Wouters           | België           | 22,35 |
| 7.      | Christophe Bühler         | Zwitserland      | 22,37 |
| 8.      | Dimitri Kalinovski        | België           | 22,38 |

FINALE 50 METER VLINDERSLAG VROUWEN
| Positie | Naam                  | Land             | Tijd  | opmerking    |
| ------- | --------------------- | ---------------- | ----- | ------------ |
| 1.      | Anna-Karin Kammerling | Zweden           | 25,64 | Wereldrecord |
| 2.      | Johanna Sjöberg       | Zweden           | 26,42 |              |
| 3.      | Nicola Jackson        | Groot-Brittannië | 27,17 |              |
| 4.      | Fabienne Dufour       | België           | 27,29 |              |
| 5.      | Marietta Uhle         | Duitsland        | 27,45 |              |
| 6.      | Chantal Groot         | Nederland        | 27,50 |              |
| 7.      | Caroline Foot         | Groot-Brittannië | 27,57 |              |
| 8.      | Marja Paivinen        | Finland          | 27,60 |              |

FINALE 800 METER VRIJE SLAG VROUWEN
| Positie | Naam              | Land             | Tijd    |
| ------- | ----------------- | ---------------- | ------- |
| 1.      | Jana Klotsjkova   | Oekraïne         | 8.22,37 |
| 2.      | Flavia Rigamonti  | Zwitserland      | 8.25,82 |
| 3.      | Jana Henke        | Duitsland        | 8.28,89 |
| 4.      | Sarah Collings    | Groot-Brittannië | 8.29,04 |
| 5.      | Chantal Strasser  | Zwitserland      | 8.32,13 |
| 6.      | Hannah Stockbauer | Duitsland        | 8.34,50 |
| 7.      | Mirjana Bosevska  | Macedonië        | 8.35,78 |
| 8.      | Angels Bardina    | Spanje           | 8.38,03 |

FINALE 4×50 METER VRIJE SLAG VROUWEN
| Positie | Land             | Deelnemers            | Tijden | Totaal tijd            |
| ------- | ---------------- | --------------------- | ------ | ---------------------- |
| 1.      | Zweden           | Johanna Sjöberg       | 25,53  | 1.38,45 (Wereldrecord) |
| 1.      | Zweden           | Therese Alshammar     | 23,80  | 1.38,45 (Wereldrecord) |
| 1.      | Zweden           | Anna-Karin Kammerling | 24,41  | 1.38,45 (Wereldrecord) |
| 1.      | Zweden           | Malin Svahnström      | 24,71  | 1.38,45 (Wereldrecord) |
| 2.      | Duitsland        | Katrin Meißner        |        | 1.39,21                |
| 2.      | Duitsland        | Simone Osygus         |        | 1.39,21                |
| 2.      | Duitsland        | Sandra Völker         |        | 1.39,21                |
| 2.      | Duitsland        | Britta Steffen        |        | 1.39,21                |
| 3.      | Groot-Brittannië | Alison Shepphard      |        | 1.39,93                |
| 3.      | Groot-Brittannië | Nicola Jackson        |        | 1.39,93                |
| 3.      | Groot-Brittannië | Karin Pickering       |        | 1.39,93                |
| 3.      | Groot-Brittannië | Sue Rolph             |        | 1.39,93                |
| 4.      | Wit-Rusland      |                       |        | 1.41,99                |
| 5.      | Denemarken       |                       |        | 1.42,21                |
| 6.      | Italië           |                       |        | 1.42,25                |
| 7.      | Griekenland      |                       |        | 1.46,33                |
| 8.      | Zwitserland      |                       |        | 1.46,71                |

### Zaterdag 11 december 1999
FINALE 100 METER WISSELSLAG MANNEN
| Positie | Naam                  | Land             | Tijd  |
| ------- | --------------------- | ---------------- | ----- |
| 1.      | Jens Kruppa           | Duitsland        | 53,93 |
| 2.      | Peter Mankoč          | Slovenië         | 54,27 |
| 3.      | Marcel Wouda          | Nederland        | 54,38 |
| 4.      | James Hickman         | Groot-Brittannië | 55,01 |
| 5.      | Massimiliano Rosolino | Italië           | 55,33 |
| 6.      | Vesa Hanski           | Finland          | 55,85 |
| 7.      | Lorenzo Liechti       | Zwitserland      | 56,07 |
| 8.      | Jakob Andersen        | Denemarken       | 56,30 |

FINALE 100 METER WISSELSLAG VROUWEN
| Positie | Naam              | Land             | Tijd              |
| ------- | ----------------- | ---------------- | ----------------- |
| 1.      | Martina Moravcová | Slowakije        | 1.00,78           |
| 2.      | Annika Melhorn    | Duitsland        | 1.01,82           |
| 3.      | Natacha Kejzar    | Slovenië         | 1.02,16           |
| 4.      | Sarah Whewell     | Groot-Brittannië | 1.02,47           |
| 5.      | Alenka Kejzar     | Slovenië         | 1.03,05           |
| 6.      | Ilona Hlavackova  | Tsjechië         | 1.04,67           |
| 7.      | Terri Miller      | Noorwegen        | 1.05,15           |
| 8.      | Yvetta Hlavackova | Tsjechië         | gediskwalificeerd |

FINALE 100 METER SCHOOLSLAG MANNEN
| Positie | Naam                | Land        | Tijd    |
| ------- | ------------------- | ----------- | ------- |
| 1.      | Roman Sloednov      | Rusland     | 58,85   |
| 2.      | Patrik Isaksson     | Zweden      | 59,32   |
| 3.      | José Couto          | Portugal    | 59,70   |
| 4.      | Oleg Lisogor        | Oekraïne    | 59,71   |
| 5.      | Domenico Fioravanti | Italië      | 1.00,23 |
| 6.      | Daniel Malik        | Tsjechië    | 1.00,57 |
| 7.      | Remo Lütolf         | Zwitserland | 1.00,79 |
| 8.      | René Kolonko        | Duitsland   | 1.01,70 |

FINALE 400 METER VRIJE SLAG VROUWEN
| Positie | Naam                 | Land             | Tijd    |
| ------- | -------------------- | ---------------- | ------- |
| 1.      | Jana Klotsjkova      | Oekraïne         | 4.05,12 |
| 2.      | Natalya Baravovskaya | Wit-Rusland      | 4.06,13 |
| 3.      | Silvia Szalai        | Duitsland        | 4.06,48 |
| 4.      | Josefin Lillehage    | Zweden           | 4.07,50 |
| 5.      | Jana Pechanova       | Tsjechië         | 4.10,40 |
| 6.      | Karen Legg           | Groot-Brittannië | 4.10,78 |
| 7.      | Vicky Horner         | Groot-Brittannië | 4.11,20 |
| 8.      | Artemis Dafnis       | Griekenland      | 4.12,05 |

FINALE 50 METER RUGSLAG VROUWEN
| Positie | Naam                | Land        | Tijd  |
| ------- | ------------------- | ----------- | ----- |
| 1.      | Sandra Völker       | Duitsland   | 27,31 |
| 2.      | Nina Zjivanevskaja  | Spanje      | 28,24 |
| 3.      | Antje Buschschulte  | Duitsland   | 28,35 |
| 4.      | Maria Carlos Santos | Portugal    | 28,71 |
| 5.      | Ilona Hlavackova    | Tsjechië    | 28,81 |
| 6.      | Anna Kopachenia     | Wit-Rusland | 28,93 |
| 7.      | Ursa Slapsak        | Slovenië    | 29,10 |
| 8.      | Alenka Kejzar       | Slovenië    | 29,13 |

FINALE 50 METER VRIJE SLAG VROUWEN
| Positie | Naam                  | Land             | Tijd  | Opmerking    |
| ------- | --------------------- | ---------------- | ----- | ------------ |
| 1.      | Therese Alshammar     | Zweden           | 24,09 | Wereldrecord |
| 2.      | Sue Rolph             | Groot-Brittannië | 24,90 |              |
| 3.      | Anna-Karin Kammerling | Zweden           | 24,90 |              |
| 4.      | Katrin Meißner        | Duitsland        | 24,93 |              |
| 5.      | Alison Sheppard       | Groot-Brittannië | 25,00 |              |
| 6.      | Judith Draxler        | Oostenrijk       | 25,47 |              |
| 7.      | Hanna Shcherba        | Wit-Rusland      | 25,50 |              |
| 8.      | Elena Poptchenko      | Wit-Rusland      | 25,63 |              |

FINALE 200 METER VLINDERSLAG MANNEN
| Positie | Naam               | Land             | Tijd    |
| ------- | ------------------ | ---------------- | ------- |
| 1.      | James Hickman      | Groot-Brittannië | 1.53,52 |
| 2.      | Thomas Rupprath    | Duitsland        | 1.54,43 |
| 3.      | Denys Sylantjev    | Oekraïne         | 1.54,86 |
| 4.      | Stefan Aartsen     | Nederland        | 1.55,94 |
| 5.      | Vesa Hanski        | Finland          | 1.58,10 |
| 6.      | Dominik Galic      | Kroatië          | 1.58,59 |
| 7.      | Anders Bo-Pedersen | Denemarken       | 1.58,77 |
| 8.      | Luca Gabrilo       | Zwitserland      | 1.58,96 |

### Zondag 12 december 1999
FINALE 1500 METER VRIJE SLAG MANNEN
| Positie | Naam              | Land             | Tijd     |
| ------- | ----------------- | ---------------- | -------- |
| 1.      | Igor Chervynskiy  | Oekraïne         | 14.42,05 |
| 2.      | Jörg Hoffmann     | Duitsland        | 14.45,71 |
| 3.      | Teo Edo           | Spanje           | 14.59,43 |
| 4.      | Adam Faulkner     | Groot-Brittannië | 15.03,80 |
| 5.      | Jacob Carstensen  | Denemarken       | 15.13,81 |
| 6.      | Alessio Boggiatto | Italië           | 15.15,05 |
| 7.      | Vlastimil Burda   | Tsjechië         | 15.21,31 |
| 8.      | Daniel Vidal      | Spanje           | 15.22,50 |

FINALE 100 METER VRIJE SLAG MANNEN
| Positie | Naam                      | Land        | Tijd  |
| ------- | ------------------------- | ----------- | ----- |
| 1.      | Pieter van den Hoogenband | Nederland   | 47,20 |
| 2.      | Lars Frölander            | Zweden      | 47,86 |
| 3.      | Karel Novy                | Zwitserland | 48,44 |
| 4.      | Stefan Kunzelmann         | Duitsland   | 48,54 |
| 5.      | Peter Mankoč              | Slovenië    | 48,93 |
| 6.      | Oleg Roukhlevitch         | Wit-Rusland | 48,97 |
| 7.      | Mitja Zastrow             | Duitsland   | 49,21 |
| 8.      | Denis Pimankov            | Rusland     | 49,28 |

FINALE 200 METER WISSELSLAG VROUWEN
| Positie | Naam              | Land             | Tijd    | Opmerking       |
| ------- | ----------------- | ---------------- | ------- | --------------- |
| 1.      | Jana Klotsjkova   | Oekraïne         | 2.09,08 | Europees record |
| 2.      | Martina Moravcová | Slowakije        | 2.09,25 |                 |
| 3.      | Sue Rolph         | Groot-Brittannië | 2.11,29 |                 |
| 4.      | Annika Melhorn    | Duitsland        | 2.12,60 |                 |
| 5.      | Nicole Hetzer     | Duitsland        | 2.13,42 |                 |
| 6.      | Natacha Kejzar    | Slovenië         | 2.14,81 |                 |
| 7.      | Sara Nordestam    | Zweden           | 2.14,88 |                 |
| 8.      | Yseult Gervy      | België           | 2.17,51 |                 |

FINALE 100 METER SCHOOLSLAG VROUWEN
| Positie | Naam                | Land             | Tijd    |
| ------- | ------------------- | ---------------- | ------- |
| 1.      | Brigitte Becue      | België           | 1.08,15 |
| 2.      | Ágnes Kovács        | Hongarije        | 1.08,30 |
| 3.      | Emma Igelström      | Zweden           | 1.08,74 |
| 4.      | Svetlana Bondarenko | Oekraïne         | 1.08,78 |
| 5.      | Silvia Pulfrich     | Duitsland        | 1.08,82 |
| 6.      | Elena Bogomazova    | Rusland          | 1.09,24 |
| 7.      | Zoë Baker           | Groot-Brittannië | 1.09,43 |
| 8.      | Jaime King          | Groot-Brittannië | 1.09,92 |

FINALE 100 METER RUGSLAG MANNEN
| Positie | Naam                 | Land      | Tijd  |
| ------- | -------------------- | --------- | ----- |
| 1.      | Örn Arnarson         | IJsland   | 53,13 |
| 2.      | Derya Buyukunçu      | Turkije   | 53,17 |
| 3.      | Vlodomyr Nicolaychuk | Oekraïne  | 53,27 |
| 4.      | Steffen Driesen      | Duitsland | 53,29 |
| 5.      | Przemyslan Wilant    | Polen     | 53,66 |
| 6.      | Sebastian Halgasch   | Duitsland | 53,67 |
| 7.      | Evgeni Aleshin       | Rusland   | 54,11 |
| 8.      | Ante Maskovic        | Kroatië   | 54,24 |

FINALE 100 METER VLINDERSLAG VROUWEN
| Positie | Naam               | Land             | Tijd    |
| ------- | ------------------ | ---------------- | ------- |
| 1.      | Johanna Sjöberg    | Zweden           | 57,73   |
| 2.      | Mette Jacobsen     | Denemarken       | 59,11   |
| 3.      | Sophia Skou        | Denemarken       | 59,80   |
| 4.      | Katrin Jaeke       | Duitsland        | 1.00,34 |
| 5.      | Otylia Jędrzejczak | Polen            | 1.00,37 |
| 6.      | Vered Borochovski  | Israël           | 1.00,39 |
| 7.      | Nicola Jackson     | Groot-Brittannië | 1.00,47 |
| 8.      | Marietta Uhle      | Duitsland        | 1.00,48 |

FINALE 200 METER SCHOOLSLAG MANNEN
| Positie | Naam                | Land             | Tijd    |
| ------- | ------------------- | ---------------- | ------- |
| 1.      | Stephan Perrot      | Frankrijk        | 2.07,82 |
| 2.      | José Couto          | Portugal         | 2.09,98 |
| 3.      | Adam Whitehead      | Groot-Brittannië | 2.10,98 |
| 4.      | Alexandre Goukov    | Wit-Rusland      | 2.11,76 |
| 5.      | Magnus Gustavsson   | Zweden           | 2.12,03 |
| 6.      | Daniel Malek        | Tsjechië         | 2.12,09 |
| 7.      | Domenico Fioravanti | Italië           | 2.12,18 |
| 8.      | Oleg Lisogor        | Oekraïne         | 2.12,34 |

FINALE 200 METER RUGSLAG VROUWEN
| Positie | Naam               | Land             | Tijd    |
| ------- | ------------------ | ---------------- | ------- |
| 1.      | Antje Buschschulte | Duitsland        | 2.08,11 |
| 2.      | Nina Zjivanevskaja | Spanje           | 2.09,47 |
| 3.      | Nicole Hetzer      | Duitsland        | 2.09,62 |
| 4.      | Alenka Kejzar      | Slovenië         | 2.10,38 |
| 5.      | Aleksandra Miciul  | Polen            | 2.11,10 |
| 6.      | Anu Koivisto       | Finland          | 2.11,83 |
| 7.      | Annamaria Kiss     | Hongarije        | 2.11,92 |
| 8.      | Helen Don-Duncan   | Groot-Brittannië | 2.12,01 |

FINALE 200 METER WISSELSLAG MANNEN
| Positie | Naam                  | Land             | Tijd    |
| ------- | --------------------- | ---------------- | ------- |
| 1.      | Marcel Wouda          | Nederland        | 1.56,46 |
| 2.      | Jirka Letzin          | Duitsland        | 1.58,23 |
| 3.      | Massimiliano Rosolino | Italië           | 1.58,57 |
| 4.      | Christian Keller      | Duitsland        | 1.59,09 |
| 5.      | Peter Mankoč          | Slovenië         | 1.59,28 |
| 6.      | Michael Cole          | Groot-Brittannië | 2.01,29 |
| 7.      | Frederik Hviid        | Spanje           | 2.01,33 |
| 8.      | Brenton Cabello       | Spanje           | 2.01,42 |

FINALE 200 METER VRIJE SLAG VROUWEN
| Positie | Naam                 | Land             | Tijd    |
| ------- | -------------------- | ---------------- | ------- |
| 1.      | Martina Moravcová    | Slowakije        | 1.56,28 |
| 2.      | Josefin Lillehage    | Zweden           | 1.57,15 |
| 3.      | Natalia Baravovskaya | Wit-Rusland      | 1.57,33 |
| 4.      | Karen Legg           | Groot-Brittannië | 1.57,50 |
| 5.      | Karen Pickering      | Groot-Brittannië | 1.57,79 |
| 6.      | Mette Jacobsen       | Denemarken       | 1.57,79 |
| 7.      | Silvia Szalai        | Duitsland        | 1.57,93 |
| 8.      | Malin Svahnström     | Zweden           | 1.58,18 |

FINALE 50 METER VLINDERSLAG MANNEN
| Positie | Naam             | Land      | Tijd  |
| ------- | ---------------- | --------- | ----- |
| 1.      | Lars Frölander   | Zweden    | 23,35 |
| 2.      | Milos Milosevic  | Kroatië   | 23,35 |
| 3.      | Jere Hård        | Finland   | 23,81 |
| 4.      | Thomas Rupprath  | Duitsland | 23,84 |
| 5.      | Tomislav Karlo   | Kroatië   | 23,95 |
| 6.      | Fabian Friedrich | Duitsland | 24,02 |
| 7.      | Tero Valimää     | Finland   | 24,41 |
| 8.      | Robert Borucki   | Polen     | 24,53 |

FINALE 4×50 METER WISSELSLAG VROUWEN
| Positie | Land             | Deelnemers            | Tijden | Totaal tijd            |
| ------- | ---------------- | --------------------- | ------ | ---------------------- |
| 1.      | Zweden           | Therese Alshammar     | 28,19  | 1.49,47 (Wereldrecord) |
| 1.      | Zweden           | Emma Igelström        | 30,86  | 1.49,47 (Wereldrecord) |
| 1.      | Zweden           | Johanna Sjöberg       | 26,17  | 1.49,47 (Wereldrecord) |
| 1.      | Zweden           | Anna-Karin Kammerling | 24,25  | 1.49,47 (Wereldrecord) |
| 2.      | Duitsland        | Sandra Völker         |        | 1.49,87                |
| 2.      | Duitsland        | Janne Schäfer         |        | 1.49,87                |
| 2.      | Duitsland        | Marietta Uhle         |        | 1.49,87                |
| 2.      | Duitsland        | Katrin Meißner        |        | 1.49,87                |
| 3.      | Groot-Brittannië | Katy Sexton           |        | 1.51,64                |
| 3.      | Groot-Brittannië | Zoë Baker             |        | 1.51,64                |
| 3.      | Groot-Brittannië | Nicola Jackson        |        | 1.51,64                |
| 3.      | Groot-Brittannië | Sue Rolph             |        | 1.51,64                |
| 4.      | Tsjechië         |                       |        | 1.52,91                |
| 5.      | Rusland          |                       |        | 1.55,20                |
| 6.      | Frankrijk        |                       |        | 1.55,81                |
| 7.      | Zwitserland      |                       |        | 1.58,44                |
| 8.      | Griekenland      |                       |        | 2.01,09                |

FINALE 4×50 METER WISSELSLAG MANNEN
| Positie | Land             | Deelnemers          | Tijden | Totaal tijd |
| ------- | ---------------- | ------------------- | ------ | ----------- |
| 1.      | Zweden           | Daniel Carlsson     | 24,62  | 1.36,00     |
| 1.      | Zweden           | Patrik Isaksson     | 27,01  | 1.36,00     |
| 1.      | Zweden           | Lars Frölander      | 22,88  | 1.36,00     |
| 1.      | Zweden           | Stefan Nystrand     | 21,49  | 1.36,00     |
| 2.      | Duitsland        | Sebastian Halgasch  | 24,85  | 1.36,56     |
| 2.      | Duitsland        | Mark Warnecke       | 26,97  | 1.36,56     |
| 2.      | Duitsland        | Thomas Rupprath     | 23,27  | 1.36,56     |
| 2.      | Duitsland        | Alexander Lüderitz  | 21,47  | 1.36,56     |
| 3.      | Groot-Brittannië | Neil Willey         | 24,96  | 1.36,78     |
| 3.      | Groot-Brittannië | Darren Mew          | 27,52  | 1.36,78     |
| 3.      | Groot-Brittannië | James Hickman       | 23,12  | 1.36,78     |
| 3.      | Groot-Brittannië | Mark Foster         | 21,18  | 1.36,78     |
| 4.      | Rusland          | Yevgeni Alechin     | 25,34  | 1.37,85     |
| 4.      | Rusland          | Roman Sloednov      | 26,89  | 1.37,85     |
| 4.      | Rusland          | Anatoli Polyakov    | 24,29  | 1.37,85     |
| 4.      | Rusland          | Leonid Khokhlov     | 21,33  | 1.37,85     |
| 5.      | Finland          | Vesa Hanski         | 25,38  | 1.38,59     |
| 5.      | Finland          | Jarno Pihlava       | 27,92  | 1.38,59     |
| 5.      | Finland          | Tero Valimää        | 23,89  | 1.38,59     |
| 5.      | Finland          | Jere Hård           | 21,40  | 1.38,59     |
| 6.      | Kroatië          | Miro Zeravica       | 24,96  | 1.38,60     |
| 6.      | Kroatië          | Vanja Kožulj        | 27,90  | 1.38,60     |
| 6.      | Kroatië          | Tomislav Karlo      | 23,79  | 1.38,60     |
| 6.      | Kroatië          | Milos Milosevic     | 21,95  | 1.38,60     |
| 7.      | Noorwegen        | Tom Eilert Karlsen  | 25,17  | 1.39,18     |
| 7.      | Noorwegen        | Morten Nyström      | 27,96  | 1.39,18     |
| 7.      | Noorwegen        | Petter Sjödal       | 23,81  | 1.39,18     |
| 7.      | Noorwegen        | Anders Dahl         | 22,24  | 1.39,18     |
| 8.      | Portugal         | Nuno Laurentino     | 25,25  | 1.39,23     |
| 8.      | Portugal         | José Couto          | 27,51  | 1.39,23     |
| 8.      | Portugal         | Alexandre Goncalves | 24,14  | 1.39,23     |
| 8.      | Portugal         | Miguel Machado      | 22,33  | 1.39,23     |

## Wereldrecordsin Lissabon
| NAAM                  | LAND   | NUMMER                        | TIJD      |
| --------------------- | ------ | ----------------------------- | --------- |
| Zweden                | Zweden | 4×50 meter vrije slag vrouwen | 1.38,45   |
| Therese Alshammar     | Zweden | 100 meter vrije slag vrouwen  | 52,80     |
| Anna-Karin Kammerling | Zweden | 50 meter vlinderslag vrouwen  | 25,64     |
| Therese Alshammar     | Zweden | 50 meter vrije slag vrouwen   | 24,09     |
| Zweden                | Zweden | 4×50 meter wisselslag vrouwen | 1.49,47 * |

- = Niet officieel erkend als wereldrecord door FINA

## Europese recordsin Lissabon
| NAAM            | LAND     | NUMMER                       | TIJD    |
| --------------- | -------- | ---------------------------- | ------- |
| Jana Klotsjkova | Oekraïne | 200 meter wisselslag vrouwen | 2.09,08 |

## Medailleklassement
| Plaats | Land                | Goud | Zilver | Brons | Totaal |
| 1      | Duitsland           | 6    | 12     | 8     | 26     |
| 2      | Zweden              | 10   | 6      | 1     | 17     |
| 3      | Verenigd Koninkrijk | 3    | 3      | 9     | 15     |
| 4      | Oekraïne            | 5    | 1      | 3     | 9      |
| 5      | Nederland           | 3    | 1      | 2     | 6      |
| 6      | Spanje              | 2    | 2      | 1     | 5      |
| 7      | Denemarken          | 1    | 1      | 2     | 4      |
| 7      | Italië              | 1    | 1      | 2     | 4      |
| 9      | Kroatië             | 2    | 1      | 0     | 3      |
| 9      | Slowakije           | 2    | 1      | 0     | 3      |
| 11     | Hongarije           | 0    | 3      | 0     | 3      |
| 12     | IJsland             | 2    | 0      | 0     | 2      |
| 13     | België              | 1    | 0      | 1     | 2      |
| 13     | Rusland             | 1    | 0      | 1     | 2      |
| 15     | Slovenië            | 0    | 1      | 1     | 2      |
| 15     | Wit-Rusland         | 0    | 1      | 1     | 2      |
| 15     | Zwitserland         | 0    | 1      | 1     | 2      |
| 15     | Portugal            | 0    | 1      | 1     | 2      |
| 19     | Frankrijk           | 1    | 0      | 0     | 1      |
| 20     | Turkije             | 0    | 1      | 0     | 1      |
| 21     | Finland             | 0    | 0      | 1     | 1      |
| 21     | Israël              | 0    | 0      | 1     | 1      |
| 21     | Tsjechië            | 0    | 0      | 1     | 1      |
| Totaal | Totaal              | 39   | 38     | 37    | 114    |